# Vera Kurtić
Vera Kurtić – serbska feministka, lewicowa działaczka społeczna narodowości romskiej.

## Życiorys
Pochodzi z Nisza. Studiowała socjologię i nauki o komunikacji na Uniwersytecie w Niszu. Działała na rzecz społeczności romskiej, LGBTQI, praw kobiet i praw zwierząt. Prowadziła m.in. treningi gender. Należy do organizacji Ženski prostor iz Niša, założonej w 1998 roku, działała w niej jako koordynator wykonawczy do 2019 roku. Założyła Wspólnotę Kobiet Romskich Serbii oraz nieformalną wspólnotę Romów LGBT. Do 2020 roku pracowała w Radzie Europy w ramach programu ROMACTED. Jest weganką.

## Twórczość
W swoich badaniach zajmuje się m.in. intersekcjonalnością płci, orientacji seksualnej, rasy i narodowości, obecnością zmarginalizowanych grup w przestrzeni społecznej. Autorka książki pt. Džuvljarke. Lezbejska egzistencija Romkinja (2013) o romskich lesbijkach i ich dyskryminacji. Napisała także rozdział Romani Women's Friendship, Empowerment and Politics do książki pt. The Romani Women’s Movement: Struggles and Debates in Central and Eastern Europe. Zajmuje się ponadto pisaniem opowiadań i fotografią. 